# Psycle
Psycle（サイクル）はコンピューター上で音楽を作るためのプログラムである。
古いトラッカーソフトウェア（垂直時間軸のシーケンサー）に基づく見た目ではあるが、VSTとの互換性や、96kHz 32ビットの.wavレンダリング機能を備える。
Psycleはオープンソースのプログラムであり、GNU General Public License (GPL)の元にリリースされている。

## 歴史
Psycleの開発はJuan Antonio Arguelles(Arguru)によって始まった。Arguruは2000年5月に開発を始め、バージョン1.0までは開発を続けた。
Psycleには、その時から現在まで様々な開発者がいた。そして、現在の主なコーダーはJosephMa(通称JAZ)になる。
PsycleはJeskola Buzzクローンとして構想され、最初のバージョン以来改良され続け、現在、バージョン1.8.5RC2にある。
最終的なリリースは2007年10月に計画されていたが、Arguruが2007年6月に車の事故で死亡したため、破棄された。

## 機能
- 最大64トラックのパターンエディター
- パターンシーケンサー
- モジュラースタイルのVST/VSTi 2.0互換のインストゥルメント/エフェクトの接続
- .fxb形式のプリセットフォーマットの対応
- 32ビット、96kHzの.wavレンダリング
- ASIOのサポート
- 組み込みインストゥルメント/エフェクト
- オートメーション
- 内部サンプラーの高音質のステレオ.wavと.iffファイルへの対応
- 正確な音声の統計ビュー（パンビュー、スペクトラムアナライザビュー、とりわけピーク測定）

## 参照
1. ↑  
Matrixsynth: Arguru, Fruity Loops Creator Dies in Accident